# Amtsgericht Rehau
Das Amtsgericht Rehau war ein von 1879 bis 1973 bestehendes bayerisches Gericht der ordentlichen Gerichtsbarkeit mit Sitz in der Stadt Rehau.

## Geschichte
Im Jahre 1812 wurde im Verlauf der Verwaltungsneugliederung Bayerns das Landgericht Rehau errichtet. Dieses wurde dem Mainkreis zugeordnet. Anlässlich der Einführung des Gerichtsverfassungsgesetzes am 1. Oktober 1879 errichtete man ein Amtsgericht zu Rehau, dessen Sprengel aus den damaligen Gemeinden Draisendorf, Faßmannsreuth, Fohrenreuth, Kautendorf, Martinlamitz, Nentschau, Pilgramsreuth, Prex, Quellenreuth, Regnitzlosau, Rehau, Schwesendorf und Wurlitz vom Bezirk des aufgelösten Landgerichts Rehau gebildet wurde. Nächsthöhere Instanz war das Landgericht Hof.
Nachdem das Amtsgericht Rehau gegen Ende des Zweiten Weltkrieges zur Zweigstelle des Amtsgerichts Hof herabgestuft und diese Maßnahme in den Jahren 1956 und 1959 bestätigt worden war, erfolgte am 1. Juli 1973 die Aufhebung dieses Zweigstellengerichts.
Das Gericht befand sich in den Räumen des heutigen Forstamtes Rehau am Maxplatz 10. Der 1886/87 entstandene nachklassizistische Bau steht unter Denkmalschutz.